# John Hutchinson (Botaniker)
John Hutchinson (* 7. April 1884 in Wark on Tyne, Northumberland; † 2. September 1972 in Kew) war ein englischer Botaniker. Sein offizielles botanisches Autorenkürzel lautet „Hutch.“.

## Leben und Wirken
Hutchinson war der Sohn eines Gärtners und trat in die Fußstapfen seines Vaters. 1904 trat er eine Stelle als Gärtner in den Londoner Kew Gardens an, wo er dessen Direktor Joseph Dalton Hooker kennenlernte und in der Folge im Herbarium arbeiten konnte.
Für die späteren Fortsetzungsbände des bereits 1868 begonnenen Werks Flora of Tropical Africa von Daniel Oliver bearbeitete er, teilweise in Zusammenarbeit mit Ko-Autoren, „Euphorbiaceae“ (1911–1913, zusammen mit N. E. Brown und David Prain, in Band 6(1)), „Moraceae“ (1916–1917, zusammen mit Alfred Barton Rendle, in Band 6(2)) sowie „Myricaceae“ (1917).
1926 veröffentlicht er den ersten, und 1934 den zweiten Teil seines Werkes The Families of Flowering Plants; im ersten behandelte er dabei die Zweikeimblättrigen und im zweiten die Einkeimblättrigen. Seine Taxonomie nach phylogenetischen Gesichtspunkten zählt dabei zu den frühesten ihrer Art. Heute gilt das Werk allerdings als taxonomisch weitgehend überholt.
Ungefähr zeitgleich, von 1927 bis 1936, arbeitete er gemeinsam mit John McEwan Dalziel an Flora of West Tropical Africa, einem über 6000 Arten umfassenden Werk mit ausführlichen Beschreibungen und zahlreichen Illustrationen.
Hutchinson unternahm zwei botanische Reisen nach Südafrika, die erste von August 1928 bis April 1929, die zweite von Juni bis September 1930.
Von 1936 an bis zu seinem Ruhestand 1948 war er „Keeper“ des Museums der Kew Gardens. 1959 veröffentlichte er eine revidierte Auflage seiner „Families“, in denen er eine grundlegende taxonomische Trennung zwischen krautigen und verholzenden Pflanzen vornahm. Dieser Ansatz, den er in seinen ab 1964 erscheinenden The Genera of Flowering Plants fortführte, führte zu weitgehender Ablehnung seines Spätwerkes durch die Fachwelt.

## Ehrungen
Die Royal Horticultural Society ehrte ihn 1945 mit der Veitch Memorial Medal. Am 20. März 1947 wurde Hutchinson als Mitglied („Fellow“) in die Royal Society gewählt. 1965 wurde ihm die Linné-Medaille der Linnean Society of London verliehen.
Nach Hutchinson ist die Pflanzengattung Hutchinsonia Robyns aus der Familie der Rötegewächse (Rubiaceae) benannt.

## Schriften (Auswahl)
- Olearia speciosa. In: Curtis’s Botanical Magazine. 4. Folge, Band 3, Nr. 26, Tafel 8118, 1907 (Digitalisat).

- The Families of Flowering Plants. 2 Bände, Macmillan and Co., London 1926–1934.
  - 2. Auflage, 2 Bände, Clarendon, Oxford 1959 (Band 1, Band 2).
  - 3. Auflage 1973.
- Common Wild Flowers. 1945.
- A Botanist in Southern Africa. P. R. Gawthorn, London 1946.
- More common Wild Flowers. 1948.
- Uncommon Wild Flowers.1950.
- The Genera of Flowering Plants. 2 Bände, Clarendon, Oxford 1964–1967 (Band 1, Band 2).
- Key to the families of flowering plants of the world. 1967.
- Evolution and phylogeny of flowering plants. Dicotyledons:… 1969.